# آرتو آس
آرتو آس (استونیایی: Arto Aas؛ زادهٔ ۹ ژوئن ۱۹۸۰) سیاست‌مدار و نماینده مجلس اهل استونی است.